# کوپروستانول
کوپروستانول (به انگلیسی: Coprostanol) با فرمول شیمیایی C27H48O یک ترکیب شیمیایی است. که جرم مولی آن ۳۸۸٫۶۷۵۶ g/mol می‌باشد. 